# اپتوالکترونیک

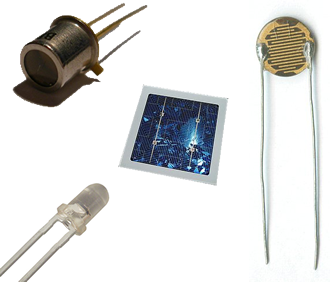
نمایی از انواع سنسورهای الکترونیک نوری

اپتوالکترونیک، اپترونیک، الکترونیک نوری، (به انگلیسی: Optoelectronics) مطالعه و استفاده از دستگاه‌هایی الکترونیکی است که نور را تولید، شناسایی و کنترل نمایند. الکترونیک نوری معمولاً زیرشاخه‌ای از فوتونیک یا الکترونیک در نظر گرفته می‌شود. دستگاه‌های الکترونیک نوری می‌توانند مبدل‌های الکترونیکی به نوری یا نوری به الکترونیکی باشند یا وسایلی که از چنین دستگاه‌هایی در فعالیت‌شان به کار برود. واژهٔ الکترواپتیک غالباً به اشتباه به جای الکترونیک نوری به کار می‌رود، درحالی که الکترواپتیک شاخهٔ وسیع‌تری در فیزیک است که به بررسی برهم‌کنش نور و الکترون می‌پردازد.
الکترونیک نوری مبتنی بر اثرات کوآنتومی نور روی مواد الکترونیکی، به خصوص نیمه‌رساناها است.